# إيمانويل نوجوبسى
إيمانويل نوجوبسى (بالإنجليزية: Emmanuel Ngobese)‏ (3 يونيو 1980 - 11 مايو 2010) هو لاعب كرة قدم جنوب أفريقي في مركز الوسط. لعب مع نادي كايزر تشيفز ونادي أمازولو.